# George Hamilton (politiker)
Lord George Hamilton, född den 17 december 1845, död den 22 september 1927, var en brittisk politiker, son till James Hamilton, 1:e hertig av Abercorn, dotterson till John Russell, 6:e hertig av Bedford, bror till James Hamilton, 2:e hertig av Abercorn och lord Claud Hamilton.
Hamilton var 1868-1906 medlem av underhuset och tillhörde där det konservativa partiet. Han var 1874-78 understatssekreterare för Indien och därpå till ministären Disraelis fall 1880 "vice president of council of education". I Salisburys båda första ministärer (1885-86 och 1886-92) var Hamilton sjöminister, i den tredje (1895-1902) minister för Indien. Han bibehöll detta ämbete även under Balfour, men avgick i september 1903 vid den schism inom ministären, vartill Chamberlains tullplaner gav anledning. Hamilton deltog sedan, tidtals rätt kraftigt,  på frihandelssidan i striden om tariffreformen. Hans saklighet och grundlighet som politisk talare förvärvade honom aktning inom alla partier. Han utgav memoarverket Parliamentary Reminiscences and Reflexions, omfattande åren 1868-1885 (1916) och 1886–1906 (1922).